# Olcha Sikorska
Olcha Teresa Wierzbowska-Sikorska (ur. 20 listopada 1936 w Wejherowie) – polska działaczka kulturalna i wydawczyni, wiceprezes zarządu Polskiego Towarzystwa Wydawców Książek.

## Życiorys
Ukończyła studia z zakresu filologii polskiej na Uniwersytecie im. Adama Mickiewicza w Poznaniu. Zawodowo przez blisko 40 lat była związana z Państwowym Wydawnictwem Naukowym. W 1990 r. została dyrektorem oddziału poznańskiego PWN, zajmowała to stanowisko do czasu przejścia w 1997 r. na emeryturę. Była inicjatorką wydania publikacji poświęconych sprawom regionalnym (m.in. Dziejów Poznania i Słownika gwary miejskiej Poznania) oraz nowoczesnych podręczników szkolnych.
Wieloletnia działaczka Polskiego Towarzystwa Wydawców Książek. Pełniła funkcję członkini głównej komisji rewizyjnej i zarządu głównego, następnie została wiceprezesem zarządu tej organizacji. Była organizatorką wystaw literackich (m.in. cyklicznych wystaw „Salon ilustratorów” i „Mistrzowie ilustracji”), inicjatorką Poznańskich Spotkań Targowych, współtwórczynią Konkursu Literackiego PTWK „poezja, proza, esej, literatura dla dzieci i młodzieży”, autorką scenariuszy „Poznańskich Kwadransów Ratuszowych”, jurorką w konkursach artystycznych, organizatorką poznańskiego dnia głośnego czytania w ramach kampanii społecznej z cyklu „Cała Polska czyta dzieciom”. Zainicjowała powołanie regionalnego oddziału Polskiej Izby Książki, współtworzyła poznański oddział Towarzystwa Opieki nad Zabytkami. Jako wydawczyni współpracowała m.in. z Barbarą Petrozolin-Skowrońską i Bohdanem Butenką.

## Odznaczenia i wyróżnienia
- Krzyż Oficerski Orderu Odrodzenia Polski (2011)[5]
- Krzyż Kawalerski Orderu Odrodzenia Polski (2002)[6]
- Srebrny Medal „Zasłużony Kulturze Gloria Artis” (2011)[7]
- tytuł „Zasłużony dla Miasta Poznania” (2009)